# Alain Pontecorvo
Alain Pontecorvo né le 22 mai 1936 à Paris est un artiste français.

## Biographie succincte
Après des études à l'École des arts décoratifs de Paris , puis à l'École Estienne, il rencontre Jacques Séguéla et entame une carrière dans la publicité, mais après une vingtaine d'années décide de se consacrer entièrement à la peinture, au dessin et à l'illustration. Ses sujets sont des figures, des nus, des intérieurs avec figures, des paysages urbains, des natures mortes,,,. Il utilise le fusain, la sanguine, le  conté, l'huile, la gouache, le pastel et  la mine de plomb, son style est apparenté à l’hyperréalisme.
Alain Pontecorvo est le père de Jean-Baptiste Pontecorvo, artiste-designer, et Victor Pontecorvo, acteur.

## Collections
- Musée d'art moderne de la ville de Paris,
- Musée d'art moderne de New York,
- Musée Olivier Brice (Montpellier),
- Musée de l'imprimerie et de la communication graphique de Lyon[8]